# Angie Braziel
Angela Braziel, coniugata Smith, detta Angie (Odessa, 18 settembre 1976), è un'ex cestista e allenatrice di pallacanestro statunitense, professionista nella WNBA.

## Carriera
È stata selezionata dalle Charlotte Sting al quarto giro del Draft WNBA 1999 (45ª scelta assoluta).
Dal 2009 al 2019 ha allenato la Permian High School, con un record complessivo di 148-143.